# Skurgwy
Skurgwy (wym. w IPA: skurɡvɨ) – wieś i sołectwo w Polsce położone w województwie kujawsko-pomorskim, w powiecie grudziądzkim, w gminie Rogóźno. Sołtysem jest Piotr Kurdyn.
Na terenie wsi znajduje się 6 przystanków autobusowych: Skurgwy I, Skurgwy II, Skurgwy III, Skurgwy IV, Skurgwy V, Skurgwy VI, na których od 1 kwietnia 2021 r. zatrzymuje się grudziądzka linia autobusowa nr 7.

## Historia
Pierwsze wzmianki o Skurgwach pochodzą z księgi szkodowej komturstwa grudziądzkiego z 1414 r.. W latach 1975–1998 miejscowość administracyjnie należała do województwa toruńskiego.

## Demografia
Według Narodowego Spisu Powszechnego z 2011 roku wieś liczyła 263 mieszkańców. 31 grudnia 2015 r. wieś zamieszkiwało 259 osób. Według Narodowego Spisu Powszechnego Ludności i Mieszkań w 2002 roku we wsi były 124 gospodarstwa domowe, z czego większość, bo 64 (czyli niecałe 52%) stanowiły gospodarstwa zamieszkałe przez 1 osobę.
Według Narodowego Spisu Powszechnego z 2021 r. w Skurwgach mieszkały 253 osoby, z czego 51,8% stanowili mężczyźni, a 48,2% kobiety, więc współczynnik feminizacji wyniósł 93 – znacznie mniej niż w województwie kujawsko-pomorskim i w całej Polsce. 57,7% mieszkańców wsi jest w wieku produkcyjnym, 21,3% w wieku przedprodukcyjnym, a 20,9% w wieku poprodukcyjnym, więc wskaźnik obciążenia demograficznego był nieznacznie większy niż wskaźnik dla województwa kujawsko-pomorskiego i dla całej Polski, bowiem we wsi Skurgwy na 100 osób w wieku produkcyjnym przypada 73,3 osób w wieku nieprodukcyjnym.
Jest ósmą co do wielkości miejscowością gminy Rogóźno. Wieś zamieszkuje 6,3% mieszkańców tej gminy.